# Thalpophila infumata
Thalpophila infumata är en fjärilsart som beskrevs av Hoffmann. Thalpophila infumata ingår i släktet Thalpophila och familjen nattflyn. Inga underarter finns listade i Catalogue of Life.